# 結風 むすぶ風〜あなたへ〜
『結風 むすぶ風〜あなたへ〜』（むすぶかぜ〜あなたへ〜）は鶴久政治14枚目のシングル。2010年4月21日にBOLDより配信限定シングルとしてリリース。

## 収録曲
1. 結風 むすぶ風〜あなたへ〜
（作詞・作曲：鶴久政治）
 TVQ九州放送「きらり九州めぐり逢い」 エンディング・テーマ曲